# Macroscapha gyreae
Macroscapha gyreae är en kräftdjursart som beskrevs av Rosalie F. Maddocks 1990. Macroscapha gyreae ingår i släktet Macroscapha och familjen Macrocyprididae. Inga underarter finns listade i Catalogue of Life.